# Ларин, Олег Игоревич
Олег Игоревич Ларин (5 сентября 1938, Москва — 9 июня 2024, Москва) — русский советский и российский писатель-прозаик, журналист, член Союза писателей СССР (1984), член бюро документальной литературы Московского союза литераторов.

## Биография
В 1961 году окончил факультет журналистики Московского государственного университета имени М. В. Ломоносова.
Трудился в издательстве Московский рабочий, на Всесоюзном радио.
Печатался как очеркист и прозаик в еженедельнике «РТ», в журналах «Знание — сила», «Вокруг света», «Наш современник», «Север», «Новый мир», «Северные просторы», «Сельская новь», и других. Редактор газеты «У нас на Юго-Западе».
Автор книг очерков и рассказов о Русском Севере (особенно районе Пинежья), о простых русских людях, народных мастерах.
Скончался 9 июня 2024 года в Москве, похоронен 11 июня на Троекуровском кладбище.

## Публикации
Книги
- В ритме Пинеги. — М.: Мысль, 1975. — 144 с. — 60 000 экз.
- Узоры по солнцу: Очерки и повесть. — М.: Советский писатель, 1976. — 192 с.
- Мезенские сюжеты: Очерки. — М.: Советский писатель, 1980. — 252 с.
- Дорога Ломоносова сегодня: (Холмогоры-Москва: через 250 лет по пути великого помора). — М.: Мысль, 1983. — 176 с. — 80 000 экз.
- Поклонись дереву: [О мастерах художественного промысла]. — М.: Молодая гвардия, 1985. — 128, [32] с.
- Пойдём — увидишь…: Сборник. — М.: Современник, 1988. — 320 с. — (Наш день). — 30 000 экз. — ISBN 5-270-00022-9.
- Пинежье. — М.: Советская Россия, 1988.
- Пейзаж из криков: Повести. — М.: Новый ключ, 2003. — 336 с. — 500 экз. — ISBN 5-708-20143-6.
- Брод через Лету. — М.: ГОУ ВПО МГУЛ, 2007. — 568 с.
- Очарованная странница: [о пинежской сказительнице М.Д. Кривополеновой]. — М.: ГОУ ВПО МГУЛ, 2009. — 183 с. — 100 экз. — ISBN 978-5-8135-0463-1.
- PSEVDO. — М.: ФГБОУ ВПО МГУЛ, 2013. — 246 с. — 100 экз. — ISBN 978-5-8135-0596-6.
- Сюжеты ненаписанных рассказов. — М.: МФ МГТУ им. Н.Э. Баумана, 2017. — 208 с. — 100 экз.
- Избранные лица. — М.: МФ МГТУ им. Н.Э. Баумана, 2020. — 256 с. — 100 экз.

Очерки, рассказы
- Брод через реку времени // Вокруг света. 1983. № 9 (2516) сентябрь.
- Патриарх всея Печоры // Истина и жизнь, 2005, № 3.
- Тысяча и одна речь: Рассказ // Новый Мир. 2005, № 6.
- Вот так и живём (Записки сельского москвича) // Новый мир. — 2004. — № 7. — С. 109—124.
- PSEVDO(Документальные рассказы, новеллы, воспоминания) // Проза.ру

Статьи
- Ларин О.И. Берендеева чаща / О. И. Ларин // Воспоминания о Михаиле Пришвине / [сост.: Я. З. Гришина, Л. А. Рязанова].- М.: Советский писатель, 1991.- С. 136—148.- ISBN 5-265-01229-X